# Пишурка
Пишурка (болг. Пишурка) — село в Болгарии. Находится в Монтанской области, входит в общину Медковец. Население составляет 111 человек.

## История
Село названо в честь известного болгарского поэта - Кресто Пишурка.
В селе поселилось много беженцев из бывших республик входивших в Югославию.
28 августа, проходит ежегодная ярмарка.

## Политическая ситуация
Пишурка подчиняется непосредственно общине и не имеет своего кмета.
Кмет (мэр) общины Медковец — Венцислав Евгениев Куткудейски (Болгарская социалистическая партия (БСП)) по результатам выборов в правление общины.